# کاش اینجا بودی (ترانه)
«کاش اینجا بودی» نام تک ترانه‌ای است از آلبومی به همین نام و ساخته پینک فلوید که در سال ۱۹۷۵ منتشر شد. این ترانه در بر گیرنده احساس بیگانگی راجر واترز نسبت به سایر مردم است و مانند سایر ترانه‌های این آلبوم به سید برت و سقوط وی اشاره می‌کند.
در سال ۲۰۰۴، این آهنگ در رتبه ۳۱۶ در فهرست ۵۰۰ ترانهٔ برتر همهٔ زمان‌ها از دید مجله رولینگ استون قرار گرفت. نسخه بازخوانی این ترانه در سال ۲۰۱۶ این ترانه توسط گروه اونجد سون‌فولد خوانده شد.

## دست اندرکاران
- راجر واترز - گیتار بیس
- دیوید گیلمور - خواننده،گیتار
- ریچارد رایت - سینث‌سایزر،پیانو
- نیک میسن - درام
- استفان گراپلی - ویلن (از این مشارکت وی در آلبوم استفاده نشد)

## درباره ترانه
راجر واترز درباره کاش اینجا بودی می‌گوید: «یا ابتدا آهنگ ساخته می‌شود و بعد متن ترانه به آن افزوده می‌شود یا ترانه و آهنگ هم‌زمان شکل می‌گیرند. تنها یکبار ترانه زودتر نوشته شد - (برای) کاش اینجا بودی. اما این غیرمعمول است (و) قبلاً اتفاق نیفتاده بود.»